# Centro de Netbol de Kallang
O Centro de Netbol de Kallang tem actualmente 6 courtes de netbol, e é casa do Netbol por competição de Singapura. O centro é sítio para treino da equipa nacional de netbol de Singapura e para as camadas jovens nacionais de Singapura, e acolhe a Liga de Singapura de Netbol Inter-Club, e o Campeonato Nacional de Escolas Anual de Singapura.

## Jogos Olímpicos da Juventude Singapura 2010
Para os Jogos Olímpicos da Juventude Singapura 2010, a instalação será transformada num campo para Basquetebol Street, uma vez que vai acolher as provas de Basquetebol Street.